# Oziornyj (wyspa)
Oziornyj (ros. Озёрный) – rosyjska wyspa na Morzu Łaptiewów, w archipelagu Ziemia Północna, administracyjnie część dołgańsko-nienieckiego rejonu tajmyrskiego w Kraju Krasnojarskim.
Wyspa położona jest 1,4 km od wschodniego wybrzeża wyspy Komsomolec, w grupie licznych małych wysepek połączonych płytką piaszczystą mielizną. Wyspa jest bezludna.